# 東京都後期高齢者医療広域連合
東京都後期高齢者医療広域連合（とうきょうとこうきこうれいしゃいりょうこういきれんごう）は、高齢者の医療の確保に関する法律第48条の規定に基づいて東京都の後期高齢者医療制度を取り扱う自治体や東京都によって運営されている後期高齢者医療広域連合である。

## 沿革
- 2007年3月1日 - 高齢者の医療の確保に関する法律第48条に基づき東京都知事により東京都後期高齢者医療広域連合設立許可
- 2008年4月1日 - 後期高齢者医療制度開始

## 構成自治体
- 千代田区
- 中央区
- 港区
- 新宿区
- 文京区
- 台東区
- 墨田区
- 江東区
- 品川区
- 目黒区
- 大田区
- 世田谷区
- 渋谷区
- 中野区
- 杉並区
- 豊島区
- 北区
- 荒川区
- 板橋区
- 練馬区
- 足立区
- 葛飾区
- 江戸川区
- 八王子市
- 立川市
- 武蔵野市
- 三鷹市
- 青梅市
- 府中市
- 昭島市
- 調布市
- 町田市
- 小金井市
- 小平市
- 日野市
- 東村山市
- 国分寺市
- 国立市
- 福生市
- 狛江市
- 東大和市
- 清瀬市
- 東久留米市
- 武蔵村山市
- 多摩市
- 稲城市
- 羽村市
- あきる野市
- 西東京市
- 瑞穂町
- 日の出町
- 檜原村
- 奥多摩町
- 大島町
- 利島村
- 新島村
- 神津島村
- 三宅村
- 御蔵島村
- 八丈町
- 青ヶ島村
- 小笠原村